# 馬希能
马希能（930年之前—？），马楚武穆王马殷之子，排行不详。
马希能在楚国没有官职，楚国灭亡随哥哥马希崇、马希知十九人住在南唐的扬州。周世宗显德三年（956年）后周攻克扬州，周世宗下诏安抚马氏兄弟。后来南唐收复扬州，马希能随周世宗到达开封，马希能被周世宗任命为左屯卫大将军，卒年不详。